# Eugoa fasciata
Eugoa fasciata är en fjärilsart som beskrevs av Rothschild 1913. Eugoa fasciata ingår i släktet Eugoa och familjen björnspinnare. Inga underarter finns listade i Catalogue of Life.